# Jeroom Noterdaeme
Jerôme Corneille Noterdaeme (Lo, 3 juli 1862 - Sint-Andries Brugge, 1 januari 1933) was een Belgisch ambtenaar en dichter.

## Levensloop
Noterdaeme liep humaniora aan het bisschoppelijk college in Veurne en werd doctor in de rechten na studies aan de Katholieke Universiteit Leuven. Hij werd ingeschreven aan de balie van Veurne maar trok weldra naar Brugge om er ambtenaar te worden bij het provinciebestuur van West-Vlaanderen, waar hij in 1927 zijn loopbaan eindigde als directeur. Hij publiceerde juridische werken en literair werk (proza en gedichten).
Hij was zeer actief in het Brugse verenigingsleven, meer bepaald in het Davidsfonds. Hij werd lid van het hoofdbestuur en was ook de eerste voorzitter voor West-Vlaanderen. In de plaatselijke afdeling werd hij in 1893 lid van het bestuur en secretaris, in 1907 voorzitter en van 1922 tot 1924 bestuurslid als pastvoorzitter. In 1924 was hij medestichter van de vereniging die instond voor de oprichting van het Gezellemuseum.
Noterdaeme schreef veel gelegenheidsgedichten in de stijl van Guido Gezelle, onder meer voor Samuel Coucke. Gedichten van hem werden op muziek gezet door Hendrik Waelput, Auguste Reyns, Karel Mestdagh, enz. Hij publiceerde ook enkele artikels in het tijdschrift Biekorf.

## Privé
Jeroom Noterdaeme was getrouwd met Maria Roger (1865-1899), dochter van provinciaal griffier Julien Roger (1838-1897). Ze woonden in het statige 17de-eeuwse herenhuis van de Rogers, Langerei 35 in Brugge. Ze hadden zes kinderen:
- Jules (°1891), die jong stierf (retorica 1909 Sint-Lodewijkscollege)
- Marie, kloosterzuster
- Jozef Noterdaeme (1892-1981), priester van het Bisdom Brugge en historicus (retorica 1911 Sint-Lodewijkscollege)
- Alfons (°1893), Witte Pater van Afrika (retorica 1911 Sint-Lodewijkscollege)
- Anna (†1982), Witte Zusters van Afrika
- Paul (°1897), overleden tijdens zijn noviciaat bij de Witte Paters van Afrika (retorica 1915 Sint-Lodewijkscollege)

De godvruchtige sfeer binnen het gezin en de overtuigde geloofsbeleving van het echtpaar Noterdaeme blijkt uit de levensloop van de kinderen.

## Publicaties
- De Belgische Grondwet - Tekst en uitleg in vragen en antwoorden, Brugge, 1922
- De Gemeentewet, kortbondig uitgelegd in vragen en antwoorden, Brugge, Houdmont-Carbonez, 1912

- Dood en niet dood, toneelspel
- Een slechte betaler en een goede knecht, toneelspel
- Godevaert en Godelieve, verhaal uit den Beloken Tijd, Brugge, G. Claeys-Weghsteen, 1898

- Gedichten, met een voorwoord door Guido Gezelle, Brugge, A. Van Mullem, 1892
- De dood van Prins Baldwijn, Brugge, A. Van Mullem, 1892
- Brugge-Zeehaven. Den heuglijken nacht van 29 september 1895, Brugge, F. Claeys en Zoon, 1895.
- Aan den Halletoren. Den Heer Toon Nauwelaerts beiaardier van Brugge vriendelijk opgedragen. Muziek van Auguste Reyns.
- Vergeet nooit den zaligen dag uwer Eerste Communie, Brugge, Van Cappel, 1908